# Escorpins
|  | «Escorpí» redirigeix aquí. Vegeu-ne altres significats a «Escorpí (desambiguació)». |

Els escorpins o alacrans (Scorpiones) són un ordre d'aràcnids. Presenten uns grans pedipalps amb forma de pinça i un agulló verinós a l'extrem del cos. Se'n coneixen unes 1.500 espècies repartides per tot el món, si s'exceptuen les regions polars, i amb una màxima diversitat en les regions tropicals. Algunes espècies atenyen més de 20 cm de llargada. Aparegueren per primer cop durant el Silurià, amb algunes espècies d'una grandària excepcional, com Brontoscorpio anglicus.

## Característiques
El cos de l'escorpí es divideix en dues regions o tagmes principals: el prosoma (cefalotòrax) i l'opistosoma (abdomen); al seu torn, l'opistosoma es divideix en mesosoma i metasoma.
- Prosoma: està recobert per una closca, i conté els ulls, els quelícers (peces bucals) i els pedipalps acabats en pinça i els quatre parells de potes caminadores.

- Mesosoma: el cos principal de l'escorpí conté els seus pulmons, òrgans digestius i òrgans sexuals. Les pintes (òrgans sensorials que semblen plomes). El mesosoma té una armadura de plaques quitinoses, les de la superfície superior són les tergites i les de la superfície inferior són les esternites.

- Metasoma: la cua de l'escorpí està composta per 5 segments. L'últim conté l'anus i porta el telson (l'agulló) que comprèn la vesícula que sosté un parell de glàndules del verí, i l'aculi hipodèrmic, la llengüeta usada per injectar el verí.

### Ulls
Els escorpins, en general, tenen:
- Ulls mitjans. En són dos i situats a la part superior i central de la closca.
- Ulls laterals. N'hi ha dos parells més en cada banda de la part frontal del prosoma; el nombre varia segons les espècies.

Els ulls d'escorpí són òrgans simples; només són capaços de detectar contrasts forts pel que fa a la intensitat de la llum. Els ulls, però, són molt sensibles, i alguns han teoritzat que fins i tot permeten que l'escorpí s'orienti seguint la llum dels estels. Els ulls són importants en la regulació del ritme diari dels escorpins. És dubtós si els utilitzen en la captura de la presa.
Certes espècies d'escorpins que viuen en coves no tenen cap ull, perquè és un medi fosc, i es basen purament en els seus altres sentits.

### Pedipalps
Els pedipalps són un parell de les potes modificades que s'han desenvolupat en forma d'urpes. Les urpes s'utilitzen sobretot per a la captura de la presa, però també formen una part important en la dansa d'acoblament de l'escorpí. Els pedipalps estan fets de més de 6 segments. L'urpa mateixa està formada pel segment fix superior (tíbia) i el movible inferior (tars).
No obstant això, una tendència general és que com més verinós és l'escorpí, més prims són els pedipalps. Els escorpins amb el verí menys potent utilitzen les seves tenalles més grans per a sotmetre la presa.

### Pectines o pintes
Les pectines són un parell d'òrgans sensorials en forma de ploma, o a vegades de sol consistents en una fila de clavilles i els escorpins són els únics que els tenen. Els pectines estan situats en la part de sota de l'escorpí units a l'estern. Toquen constantment el terra i desenvolupen un paper important en l'equip sensorial dels escorpins. Els pectines estan coberts de milers de sensors químics i d'escames que permeten que l'escorpí detecti senyals químics minúsculs en el seu ambient, i desenvolupen probablement un paper important en la interacció, l'acoblament i la caça socials.

## Taxonomia
Hi ha tretze famílies i unes 1.400 espècies i subespècies descrites d'escorpins. A més, hi ha 111 tàxons d'escorpins extints descrits.
Aquesta classificació es basa en la de Soleglad & Fet (2003), que va substituir la més vella de Stockwell. Els canvis taxonòmics addicionals són d'articles de Soleglad et al. (2005).
La següent classificació cobreix els tàxons extints de la categoria de família.
Ordre Scorpiones
- Infraorde Orthosterni Pocock, 1911
  - Parvorde Pseudochactida Soleglad et Fet, 2003
  - Superfamília Pseudochactoidea Gromov, 1998
    - Família Pseudochactidae Gromov, 1998

  - Parvorde Buthida Soleglad et Fet, 2003
  - Superfamília Buthoidea C. L. Koch, 1837
    - Família Buthidae C. L. Koch, 1837
    - Família Microcharmidae Lourenço, 1996

  - Parvorde Chaerilida Soleglad et Fet, 2003
  - Superfamília Chaeriloidea Pocock, 1893
    - Família Chaerilidae Pocock, 1893

  - Parvorde Iurida Soleglad et Fet, 2003
  - Superfamília Chactoidea Pocock, 1893
    - Família Chactidae Pocock, 1893
    - Família Euscorpiidae Laurie, 1896
    - Família Superstitioniidae Stahnke, 1940
    - Família Vaejovidae Thorell, 1876

  - Superfamília Iuroidea Thorell, 1876
    - Família Caraboctonidae Kraepelin, 1905
    - Família Iuridae Thorell, 1876

  - Superfamília Scorpionoidea Latreille, 1802
    - Família Bothriuridae Simon, 1880
    - Família Hemiscorpiidae Pocock, 1893(= Ischnuridae, =Liochelidae)
    - Família Scorpionidae Latreille, 1802

## Verí
Totes les espècies d'escorpí tenen verí i en general, és un neurotòxic natural. Consisteix en una varietat de proteïnes petites així com cations de sodi i de potassi, que serveixen per interferir amb la neurotransmissió química de la víctima. Els escorpins usen el seu verí per a matar o per a paralitzar la seva presa per poder-se-la menjar; en general actua ràpid, permetent una captura eficaç de la presa.
Els verins d'escorpí estan encaminats per actuar en altres artròpodes i, per tant, la majoria dels escorpins són relativament inofensius per als éssers humans; les picades produeixen només efectes locals com ara dolor, entumiment o inflamació. Tot i així, alguns escorpins, sobretot de la família Buthidae, poden ser perillosos per als éssers humans.
Entre els més perillosos hi ha Leiurus quinquestriatus, que té el verí més potent de la família, i els membres del gènere Parabuthus, Tityus i Androctonus que tenen el verí també fort. Aquests escorpins i d'altres de la família Buthidae han estat responsables de moltes morts, encara que els escorpins no poden generalment llençar prou verí com per matar adults sans; les morts ocorren normalment en nens, gent gran o malalts.
Llevat que se'ls molesti, els escorpins són perfectament inofensius, i fan ús de la picada només amb la finalitat de matar la presa. Generalment, fugen del perill, o romanen molt quiets. No se sap si els escorpins tenen cura de no malversar el verí. No obstant això, el verí no l'utilitzen sovint si no és que no poden sotmetre la presa amb les urpes. Moltes espècies d'escorpins com ara Pandinus i Hadogens, rarament o mai utilitzen el seu verí, i quan capturen la seva presa confien en els seus grans i forts pedipalps.

## Mite del suïcidi
La creença que els escorpins se suïciden picant-se quan els envolta el foc és d'una antiguitat considerable i és freqüent on hi ha aquests animals. No obstant això és fals, ja que el verí no té cap efecte en l'escorpí mateix, ni en qualsevol membre de la mateixa espècie, llevat que el verí s'injecti directament en el gangli del nervi dels escorpins.
El mite deriva del fet que els escorpins són ectoterms i quan estan exposats a una intensa calor el seu procés metabòlic deixa de funcionar correctament. Això causa a l'escorpí un espasme violent i aquest espasme pot semblar com si l'escorpí s'ataqués a si mateix; d'aquí prové el desenvolupament del mite.

## Creixement
Al contrari que la majoria d'aràcnids, els escorpins són vivípars. Els petits neixen de dos en dos, i la ventrada, que consta d'una dotzena o més individus, viuen a la part posterior de la seva mare fins que els petits són prou grans i forts com per a desplaçar-se per si mateixos. Els joves, d'una manera general, s'assemblen als seus pares i no experimenten cap metamorfosi durant el creixement, que s'acompanya pel canvi periòdic de la capa exterior sencera. La muda s'efectua per mitjà d'una fractura en l'integument que tenen just a les vores de la closca, exactament com els crancs rei o les aranyes. Amb la muda, l'escorpí jove va creixent gradualment, deixant la vella closca darrera.

## Orígens
Els escorpins són molt antics. Les seves restes es troben sovint en dipòsits de carbó del període Carbonífer, i no s'ha descobert cap diferència estructural essencial entre aquests fòssils i les espècies actuals, que proven que el grup ha existit sense una modificació estructural material des de fa milions d'anys. Aquests escorpins Carbonífers van ser precedits per uns altres, i tenen certes afinitats amb els encara més antics aràcnids marins, que van viure al mar i exhibeixen evidentment algunes diferències anatòmiques que els marcaven com a grup diferent. L'afinitat testificada amb els aràcnids marins encara més antics, ens refereixen al grup Gigantostraca. Les seves cames eren curtes, gruixudes, afilades, i acabades en una sola urpa forta, adaptades, sembla ser, com les cames dels crancs de platja, per a mantenir-se ferms a les roques o a les algues malgrat la força de les onades. El mètode de respiració d'aquests animals antics no se sap del cert; però la respiració s'efectuava probablement mitjançant les papades unides a les plaques ventrals del cos. En cap cas no s'ha detectat cap rastre d'estigmes respiratoris ni tan sols en material ben preservat. Aquests escorpins silurians, dels quals el gènere més conegut és el Palaeopzonus, eren de mida petita, només de dos a cinc centímetres de longitud.

## Distribució geogràfica
Els escorpins estan distribuïts gairebé a tot el planeta per sota dels 45° N i la seva distribució geogràfica demostra en molts detalls una correspondència pròxima i interessant amb el dels mamífers, incloent-hi la seva absoluta absència a Nova Zelanda. La seva distribució està en harmonia amb la hipòtesi que es van originar a l'hemisferi nord i que van emigrar al sud en diverses èpoques. La seva absència als països al nord de les latituds abans dites són degudes, sens dubte, a la glaciació comparativament recent d'aquestes àrees. Quan van arribar a l'Àfrica, Madagascar era part d'aquest continent; però la seva arribada a Austràlia va ser després de la separació de Nova Zelanda de l'àrea Austro-malaia del nord. D'altra banda, el fet d'haver-hi formes properes relacionades a Austràlia i Sud-amèrica d'una banda, i a l'Àfrica tropical i les parts del nord de Sud-amèrica de l'altra, suggereix fortament que Sud-amèrica va estar en una data primerenca connectada amb Austràlia per un pont transpacífic i amb Àfrica per una zona de terra transatlàntica més al nord.
De conformitat amb la seva àmplia dispersió, els escorpins s'han adaptat a condicions de vida diverses, a algunes que prosperaven en boscos humits, a d'altres en els plans oberts, a d'altres en deserts arenosos, i a algunes fins i tot en les altes altituds on la terra es cobreix amb neu durant l'hivern. A les zones tropicals, dormen durant les èpoques de sequera; i a les muntanyes passen els mesos freds de l'any en estat d'hibernació.
Primer agafen la presa amb les urpes. Si la presa és forta, la paralitzen amb el seu agulló. Llavors esquincen un tros, el paeixen i llencen àcids per dissoldre la presa. Llavors la xuclen. Un menjar pren generalment un parell d'hores.

## Escorpins i éssers humans
Els escorpins i els éssers humans han compartit una relació molesta. L'espècie africana del nord Androctonus australis es considera entre les espècies més perilloses, i és responsable d'un nombre desproporcionadament alt de picades i de morts, particularment a Algèria i Tunísia.
Les espècies trobades en els Estats Units, generalment del gènere Centruroides, són relativament segures, i es comparen a una picada de la vespa. La víctima ha de romandre tranquil·la. L'atenció mèdica és generalment necessària només per als infants i els ancians, o quan hi ha respiració dificultosa. El gel aplicat a les vores de la picada aplaca el dolor immediatament, i hi ha qui diu que l'amoníac és la panacea.
Els escorpins són caçadors, i les cases infestades són generalment el resultat d'un escorpí que troba una ruta fàcil cap a dins. S'han de segellar totes les esquerdes, marcs de porta, els celoberts, i altres punts de l'entrada, tant a l'interior com a l'exterior, i tractar de tallar la cadena d'aliment per a qualsevol insecte dins de la casa. Els propietaris de la casa han d'utilitzar llavors un llum fluorescent a fora de la casa de seguida que es fa de nit. Els escorpins brillen intensament, i ajuda a detectar la seva presència i on crien.
Els problemes es remunten sovint als pilars de fusta, a la terra rocallosa, i a les runes, i aquestes àrees es poden netejar posant-hi una gespa densa al perímetre de la casa. Els residents en àrees endèmiques han d'adoptar l'hàbit de netejar les sabates a fora, i mirar els llits abans d'usar-los.
Alguns escorpins són bastant dòcils i es poden tenir com a animals domèstics. El més comú d'aquests és l'escorpí emperador, una espècie africana amb un verí bastant suau. La majoria dels escorpins, no obstant això, són més agressius i/o tenen el verí més potent.

## L'escorpí a la cultura
L'escorpí té una llarga tradició en mitologies de diferents cultures, com prova per exemple l'existència del signe zodiacal homònim. És el signe de diverses divinitats, entre les quals destaquen la deessa lligada a les dinasties dels faraons Serket, la deessa semítica de l'amor Ishkhara, Chelamma de l'hinduisme o l'egipci Hedetet. L'home escorpí és un derivat d'aquests déus, dels quals pot actuar com a guardià.
Apareix com a atribut secundari de nombroses divinitats de l'Orient Mitjà, on té un caràcter dual: pel seu verí encarna el mal i la mort i, per tant, pertany al domini dels dimonis, però per l'altra pot actuar com a protecció contra aquest mal. En determinades regions xineses s'usa justament l'escorpí com a tractament per a verins, heretant probablement aquesta dualitat de la història antiga.
El caràcter predador de l'animal el va assimilar ben aviat a la guerra. Per aquest motiu apareixia a les insígnies de la guàrdia pretoriana (influència dels hoplites grecs) i com a nom de vehicles de combat o esquadres de diferents èpoques i exèrcits. En ells s'han inspirat els creadors de videojocs, còmics i altres elements de la cultura popular, donant el nom «escorpí» (amb diverses variants) a personatges letals. Un exemple podria ser Scorpion (Mortal Kombat) o el pokémon Gligar.